# Posucice
Posucice (česky Posutice, německy Poßnitz) je ves v jižním Polsku, v Opolském vojvodství, v powiatu głubczyckém, ve gmině Branice.

## Geografie
Ves leží v Opavské pahorkatině. Přes ves protéká potok Kałuża (též Dopływ z Posucic, něm. Kaluscha), pravý přítok Troji.

## Demografie
V roce 1939 měla ves 711 obyvatel, v roce 2008 měla 220 obyvatel.